# 軽井沢町追分宿郷土館
軽井沢町追分宿郷土館（かるいざわまちおいわけじゅくきょうどかん）は長野県北佐久郡軽井沢町にある博物館。

## 概要
1979年（昭和54年）3月に「軽井沢町歴史民俗資料館建設特別委員会」が設置され、同年12月には「追分宿保存調査研究委員会」が発足、1985年（昭和60年）に博物館法に準拠した施設として現行の施設として開館した。中山道追分宿を中心とした歴史、民俗、文学資料の調査収集を展示している。町指定文化財の『大般若経』550巻や、追分節に関する資料を中心に、図書室では追分宿に関する研究書物、ゆかりの文学書など約2,700冊を収蔵し、閲覧が可能となっている。常設展示では、旅籠の一部を縮小して復元し、古代から中世の「追分のあけぼの」から、近現代の「新しい追分」までを年代を追って紹介している。町出身の書家、稲垣黄鶴の書なども展示されている。